# ケヴィン・ウィリアムソン (脚本家)
ケヴィン・ミード・ウィリアムソン（Kevin Meade Williamson, 1965年3月14日 - ）は、アメリカ合衆国の脚本家、映画プロデューサー、テレビプロデューサー、映画監督である。
『スクリーム』シリーズへと発展することとなるスラッシャー映画『スクリーム』（1996年）の脚本を手がけ、その後も『スクリーム2』（1997年）と『スクリーム4: ネクスト・ジェネレーション』（2011年）の脚本を執筆したことで知られる。またその他にも、WBのテレビドラマ『ドーソンズ・クリーク』（1998-2003年）、CWのテレビドラマ『ヴァンパイア・ダイアリーズ』（2009-2017年）、フォックスのテレビドラマ『ザ・フォロイング』（2013-2015年）、CBS All Accessのテレビドラマ『Tell Me a Story』（2018-2020年）などを企画している。
ウィリアムソンは映画では他に『ラストサマー』（1997年）、『パラサイト』（1998年）、『ウェス・クレイヴン's カースド』（2005年）、『Sick』（2022年）などの脚本を手がけている。さらに彼はブラックコメディ映画『鬼教師ミセス・ティングル』（1999年）で監督デビューしている。

## 生い立ち
ノースカロライナ州ニューバーンで漁師のフェイとウェイド・ウィリアムソンの末息子として生まれた。幼少期はテキサス州コーパスクリスティ郊外のアランサスパスで過ごし、その後一家は、彼の高校生活のためにノースカロライナ州に戻った。ウィリアムソンはノースカロライナ州グリーンビルのイーストカロライナ大学に通い、舞台芸術のBFAを取得した。
彼は『エンターテインメント・ウィークリー』誌のメリッサ・マーズによるインタビューで、「子供の頃、母さんと父さんが私をバージニア州リッチモンドのポー博物館に連れて行ってくれた。そこはダウンタウンの小さな家で、壁には『大鴉』が書かれていた。物語を全て読むには部屋から部屋へと移動しなければならなかった。私はそれが世界一クールなことだと思った」と語った。

## キャリア

### 初期のキャリア (1990年-1994年)
卒業後、彼は俳優としてのキャリアを追究するためにニューヨークに移った。1990年にソープオペラ『Another World』に出演し、その翌年にロサンゼルスに移ってテレビドラマ『In Living Color』、映画『ダーティマネー/決死の逃亡者』、『Hot Ticket』、いくつかのミュージックビデオに端役で出演した。ウィリアムソンはカリフォルニア大学ロサンゼルス校で脚本のクラスを受講中に最初の脚本である『Killing Mrs. Tingle』（後に『Teaching Mrs. Tingle』に改題）を執筆するが、1995年に製作会社に買収されてお蔵入りとなった。

### メインストリームでのブレイク (1995年-1998年)

#### 『スクリーム』
ウィリアムソンは、フロリダ州ゲインズビルの大学生を狙ったシリアルキラーのダニー・ローリングを扱った1994年3月9日の『Turning Point』のエピソードに触発され、『Scary Movie』と題したホラー映画の脚本を執筆した。この映画の登場人物は古典的なホラー映画（『ハロウィン』、『エルム街の悪夢』など）を何本も見ており、決まり文句を全て知っていた。ミラマックスは1995年春に新しいレーベルであるディメンション・フィルムズ向けに40万ドルでこの脚本を購入した。ウェス・クレイヴンが監督を務めるこの映画は『スクリーム』（Scream）となり、1996年12月20日にアメリカ合衆国で公開された。この映画は商業的に成功を収め、批評家からも高評価を獲得し、最終的に世界興行収入は1億7300万ドルに達した。
ウィリアムソンは『スクリーム』により1996年のサターン脚本賞を受賞した。
1997年にディメンション・フィルムズは再びウィリアムソンが脚本を書いた『スクリーム2』を公開し、これも成功を収めた。その後もシリーズは『スクリーム3』（2000年）、ウィリアムソンがまた脚本を務めた『スクリーム4: ネクスト・ジェネレーション』（2011年）と続いた。

#### 『ドーソンズ・クリーク』
コロンビア・トライスター・テレビジョンの重役であるポール・スタッピンは、脚本入札合戦の後に『スクリーム』を読み、ウィリアムソンこそが自社のテレビシリーズを製作するに相応しい人物であると確信し、その結果、沿岸部の小さなコミュニティを舞台とした半自伝的物語『ドーソンズ・クリーク』が生まれた。番組の主人公であるドーソン・リアリーは、映画、特にスティーヴン・スピルバーグの作品に夢中なロマンチストであり、ウィリアムソンをモデルとしている。またプラトニッックな関係の隣人の少女のジョーイ・ポッターはウィリアムソンの若い頃の実在の友人をモデルにしている。
1995年にこの番組はスタッピンが重役を務めていたフォックスに売り込まれたが、却下された。1996年にスタッピンとウィリアムソンはThe WBに持ち込んで契約を交わした。ウィリアムソンは、「『恋しくて』、ミーツ『今夜はトーク・ハード』、ミーツ『James at 15』、ミーツ『アンジェラ 15歳の日々』、ミーツ『大草原の小さな家』のような作品として売り込んだ」と語っている。『ドーソンズ・クリーク』は1998年1月20日にWBで放送が始まってすぐにヒットし、新設されたテレビ・ネットワークの立ち上げに貢献した。
1999年にウィリアムソンは他の作品に専念するために番組を降板した。その作品の1つがABCの『Wasteland』であったが、これは視聴率がふるわずに第1シーズン限りで打ち切られた。ウィリアムソンはその後、『ドーソンズ・クリーク』に復帰し、2003年に2部構成の最終話の脚本を執筆した。

#### 『ラストサマー』
1997年にウィリアムソンはロイス・ダンカンの1973年の小説『I Know What You Did Last Summer』を基にした映画『ラストサマー』の脚本を書いた。これは偶然人を車ではねてしまい、遺体を棄てて隠蔽した4人の高校生がその1年後に連続殺人犯に狙われるという物語である。批評家の反応は芳しくなかったが、出演者のジェニファー・ラブ・ヒューイット、フレディ・プリンゼ・ジュニア、サラ・ミシェル・ゲラー、ライアン・フィリップらのキャリアの後押しに貢献した。続編が2本製作されたが、どちらもウィリアムソンは関与していない。

### 低迷期 (1999年-2008年)
ウィリアムソンは自身の高校時代に経験した出来事にインスピレーションを得た『鬼教師ミセス・ティングル』（Teaching Mrs. Tingle）を監督するため、『スクリーム3』の脚本執筆を断念した。この映画はウィリアムソンが初めて書いた脚本でもあり、意地悪な教師に仕返しをする生徒たちを描いた作品である。
1999年、ウィリアムソンは深夜に放送するセクシャルな内容の『Wasteland』を製作した。これは1999年10月に3話だけ放送されて打ち切りとなり、残りの10話は2001年のショウタイムのショウネクスト・チャンネルで放送された。
2001年、ウィリアムソンはThe WBのミッドシーズンの代替番組として『Glory Days』を企画した。このシリーズはABCの『ツイン・ピークス』のように奇妙な現象が起こるワシントン州の海外沿いのコミュニティに帰郷した小説家を描いたものである。2002年1月より放送が始まったが、9話で打ち切られた。
ウィリアムソンはウェス・クレイヴン監督の『ウェス・クレイヴン's カースド』の脚本を執筆したが、この映画は撮影に失敗した末にキャストを変更、脚本も書き直された。プロジェクトが一新されて再撮影され、2005年に公開に至ったが、興行的には失敗に終わった。
2005年末にディメンション・フィルムズはウィリアムソンがプロデューサーを務めたホラー映画『ヴェノム 毒蛇男の恐怖』が公開された。この映画はルイジアナ州を舞台とし、狂気の殺人鬼につきまとわれる若者たちが描かれている。ウィリアムソンはこの映画のプロデューサーではあるが、脚本家としては名を連ねていない。この映画は酷評され、興行収入は90万ドルに満たなかった。
2006年、ウィリアムソンはThe WBの後継ネットワークであるThe CWで『Palm Springs』という新たなティーンドラマの製作を開始した。後に『Hidden Palms』と改題されたこのシリーズは、カリフォルニア州パームスプリングスのゲーテッド・コミュニティに母親と新しい継父と共に引っ越してきた問題を抱える若者が、隣人や以前の住人に関する暗い秘密を暴いていくという青春ドラマである。『Hidden Palms』は当初、ミッドシーズンの代替番組として3月に放送開始予定であったが、その枠は『Pussycat Dolls Present: The Search for the Next Doll』が埋めることとなった。パイロット版は最終的に2007年5月30日に初放送され、好評を得た。しかしながら8話まで放送された後、低視聴率のためにシリーズは打ち切られた。最終回は2007年7月4日に放送された。

### 復活と新たな成功 (2009年-現在)
ウィリアムソンはThe CW向けの新番組として、L・J・スミスの同名の小説シリーズを原作とした『ヴァンパイア・ダイアリーズ』を企画した。ヴァンパイアのステファン・サルバトーレ（ポール・ウェズレイ）と恋に落ちたエレナ・ギルバート（ニーナ・ドブレフ）、その兄のデイモン（イアン・サマーホルダー）の三角関係が描かれる。シリーズはエレナの友人や、バージニア州ミスティックフォールズという架空の町に住む人々にも焦点を当てている。『ヴァンパイア・ダイアリーズ』は2009年9月10日に放送が始まり、国内外でヒットした。
ウィリアムソンはThe CWで同じくL・J・スミスの同名小説シリーズを原作としたテレビシリーズ『シークレット・サークル』を企画した。このシリーズはワシントン州チャンスハーバーという架空の町でサークル集会を結成する6人の10代の魔女を中心に展開する。『シークレット・サークル』は、2011年9月15日に『ヴァンパイア・ダイアリーズ』の第3シーズン初回の直後に放送が始まった。2011年10月12日にフルシーズンの放送が決まったが、最終的に打ちきりとなった。
ウィリアムソンは『スクリーム4: ネクスト・ジェネレーション』の脚本家兼プロデューサーを務め、2010年6月より撮影が始まり、2011年4月15日に劇場公開された。
ウィリアムソンはテレビシリーズ『ザ・フォロイング』を企画し、これは2012-13年のテレビシーズンにフォックスで放送が始まった。これはケヴィン・ベーコンが主演し、シリアルキラーのネットワークの渦中に身を置くことになった元FBI捜査官が描かれる。この番組は2015年5月8日にフォックスにより第3シーズンをもっての打ち切りが発表された。
ウィリアムソンはまた、ロサンゼルス市警の脅威査定課でストーカー事件を扱う2人組の刑事を中心としたサイコスリラー『STALKER:ストーカー犯罪特捜班』を企画した。パイロット版はリズ・フリードランダーが監督し、ディラン・マクダーモットとマギー・Qが出演した。2015年5月11日に第1シーズン限りでの打ち切りが発表された。
2017年、ウィリアムソンはカール・アレクサンダーの同名の小説をを基に、舞台を2017年のニューヨークに再設定したテレビシリーズ『タイム・アフター・タイム 〜H・G・ウェルズの冒険』を企画した。これは視聴率が振るわず、第1シーズンで打ち切られた。
2018年、ウィリアムソンはメキシコのテレビシリーズ『Érase una vez』を基にしたサイコスリラー『Tell Me a Story』を企画した。パイロット版の監督は『ヴァンパイア・ダイアリーズ』、『ザ・フォロイング』、『STALKER:ストーカー犯罪特捜班』でもエピソード監督を務めたリズ・フリードランダーが起用され、ジェームズ・ウォーク、ビリー・マグヌッセン、ダニア・ラミレス、キム・キャトラル、ダニエル・キャンベル、ポール・ウェズレイらが出演した。番組は2018年10月31日にCBS All Accessで放送された。
2020年3月、タイラー・ジレットとマット・ベティネッリ＝オルピンが監督を務める『スクリーム』シリーズの第5作でウィリアムソンが製作総指揮を務めることが発表された。この映画は2022年1月14日に公開された。
2022年1月、ウィリアムソンがジュリー・プレックと再度共同し、Peacockでコミック作品『Dead Day』をテレビシリーズ化することが発表された。2023年1月、Peacockが『Dead Day』の製作を中止しており、他のネットワークにシリーズ化の可能性を提案中であることが報じられた。
2022年2月、『スクリーム』（2022年）の続編の企画が決定し、2023年3月31日公開予定であり、ウィリアムソンが製作総指揮を務めることが発表された。
2022年6月、ウィリアムソン、プレック、ブレット・マシューズが、『ヴァンパイア・ダイアリーズ』の世界観を舞台とした新番組を共同で企画していることが発表された。
2024年3月、ウィリアムソンが『スクリーム』シリーズに復帰し、第7作で監督を務めることが発表された。

## 私生活
ウィリアムソンはゲイである。1992年に友人や家族にカミングアウトした。

## フィルモグラフィ

### 映画
| 年   | 日本語題 原題                                    | クレジット                         |
| ---- | ------------------------------------------------ | ---------------------------------- |
| 1996 | スクリーム Scream                                | 脚本                               |
| 1997 | ラストサマー I Know What You Did Last Summer     | 脚本                               |
| 1997 | スクリーム2 Scream 2                             | 脚本・キャラクター創造・製作総指揮 |
| 1998 | ハロウィンH20 Halloween H20: 20 Years Later      | 共同製作総指揮                     |
| 1998 | パラサイト The Faculty                           | 脚本                               |
| 1999 | 鬼教師ミセス・ティングル Teaching Mrs. Tingle    | 監督・脚本                         |
| 2000 | スクリーム3 Scream 3                             | キャラクター創造・製作             |
| 2005 | ウェス・クレイヴン's カースド Cursed             | 脚本・製作                         |
| 2005 | ヴェノム 毒蛇男の恐怖 Venom                      | 製作                               |
| 2011 | スクリーム4: ネクスト・ジェネレーション Scream 4 | 脚本・キャラクター創造・製作       |
| 2022 | スクリーム Scream                                | キャラクター創造・製作総指揮       |
| 2022 | Sick                                             | 脚本・製作                         |
| 2023 | スクリーム6 Scream VI                            | キャラクター創造・製作総指揮       |
| 2024 | The Exorcism                                     | 製作                               |
| 未定 | 『スクリーム』の第7作                            | 監督                               |

### テレビシリーズ
| 年        | 日本語題 原題                                                   | クレジット             | 備考 |
| --------- | --------------------------------------------------------------- | ---------------------- | --- |
| 1998-2003 | ドーソンズ・クリーク Dawson's Creek                             | 企画                   | 計128話クレジット |
| 1998-2003 | ドーソンズ・クリーク Dawson's Creek                             | 製作総指揮             | 計35話クレジット |
| 1998-2003 | ドーソンズ・クリーク Dawson's Creek                             | 脚本                   | 第1シーズン第1話「揺れる15歳」 第1シーズン第2話「月明かりのダンス」 第1シーズン第5話「嵐の中で」 第2シーズン第15話「…それが問題だ」 第6シーズン第23話「魂の友たちよ」 第6シーズン第24話「永遠の絆」 |
| 1999      | Wasteland                                                       | 企画・製作総指揮       | 計13話クレジット |
| 1999      | Wasteland                                                       | 脚本                   | 計2話クレジット |
| 2002      | Glory Days                                                      | 企画・製作総指揮       | 計9話クレジット |
| 2002      | Glory Days                                                      | 脚本                   | 計2話クレジット |
| 2007      | Hidden Palms                                                    | 企画・製作総指揮       | 計8話クレジット |
| 2007      | Hidden Palms                                                    | 脚本                   | 計2話クレジット |
| 2009-2017 | ヴァンパイア・ダイアリーズ The Vampire Diaries                  | 企画                   | 計171話クレジット |
| 2009-2017 | ヴァンパイア・ダイアリーズ The Vampire Diaries                  | 製作総指揮             | 計160話クレジット |
| 2009-2017 | ヴァンパイア・ダイアリーズ The Vampire Diaries                  | 脚本                   | 第1シーズン第1話「運命の出会い」 第1シーズン第2話「すい星の夜」 第1シーズン第6話「せつない告白」 第1シーズン第7話「ヴァンパイアの教育」 第1シーズン第10話「戻れない思い」 第1シーズン第11話「血族」 第1シーズン第13話「呪われた子孫たち」 第1シーズン第20話「兄弟の過去」 第2シーズン第1話「ゲーム開始」 第2シーズン第7話「仮面舞踏会」 第2シーズン第13話「帰ってきた父」 第2シーズン第19話「クラウスの秘密」 第3シーズン第1話「哀しき誕生日」 第8シーズン第1話「悪人狩り」 第8シーズン第16話「運命の人」 |
| 2011-2012 | シークレット・サークル The Secret Circle                        | 製作総指揮             | 計16話クレジット |
| 2011-2012 | シークレット・サークル The Secret Circle                        | 脚本                   | 第1シーズン第2話「結成」 |
| 2013-2015 | ザ・フォロイング The Following                                  | 企画・製作総指揮       | 計45話クレジット |
| 2013-2015 | ザ・フォロイング The Following                                  | 脚本                   | 第1シーズン第1話「洗脳殺人鬼の計画」 第1シーズン第2話「血の第2章」 第1シーズン第4話「狂える愛」 (兼原案) 第1シーズン第10話「死の大渦」 第1シーズン第11話「鞭と悔恨」 第1シーズン第15話「灯台」 第2シーズン第1話「復活の時」 第2シーズン第15話「贖罪」 |
| 2014-2015 | STALKER:ストーカー犯罪特捜班 Stalker                            | 企画・製作総指揮       | 計20話クレジット |
| 2014-2015 | STALKER:ストーカー犯罪特捜班 Stalker                            | 脚本                   | 第1シーズン第1話「歪んだ欲望」 第1シーズン第5話「幽霊屋敷」 第1シーズン第17話「最後のゲーム」 第1シーズン第20話「疑惑の行方」 |
| 2015      | スクリーム Scream                                               | 原作                   | 計29話クレジット |
| 2015      | スクリーム Scream                                               | 原案                   | 第1シーズン第1話「秘密と嘘」 |
| 2017      | タイム・アフター・タイム 〜H・G・ウェルズの冒険 Time After Time | 企画                   | 計12話クレジット |
| 2017      | タイム・アフター・タイム 〜H・G・ウェルズの冒険 Time After Time | 製作総指揮             | 計9話クレジット |
| 2017      | タイム・アフター・タイム 〜H・G・ウェルズの冒険 Time After Time | 脚本                   | 第1シーズン第2話「未来からの伝言」 第1シーズン第12話「巻き戻る時間」 |
| 2018-2020 | Tell Me a Story                                                 | 企画・製作総指揮       | 計20話クレジット |
| 2018-2020 | Tell Me a Story                                                 | 脚本                   | 第1シーズン第1話「Chapter 1: Hope」 第1シーズン第10話「Chapter 10: Forgiveness」 第2シーズン第1話「The Curse」 |
| 未定      | Rear Window                                                     | 企画・製作総指揮・脚本 | |
| 未定      | The Waterfront                                                  | 企画・製作総指揮・脚本 | |
| 未定      | The It Girl                                                     | 企画・製作総指揮・脚本 | |
| 未定      | The Game                                                        | 製作総指揮             | |

## 関連文献
- Darren Crosdale. Dawson's Creek: The Official Companion. Kansas City, Missouri: Andrews McMeel, 1999. ISBN 0-7407-0725-6
- Jeffrey Epstein. "Unbound". The Advocate. August 31, 1999. 34+.
- Andy Mangels. From Scream to Dawson's Creek: An Unauthorized Take on the Phenomenal Career of Kevin Williamson. Los Angeles: Renaissance Books, 2000. ISBN 1-58063-122-3
- Charlie Palmer. "Kevin Williamson". In The Wallflower Critical Guide to Contemporary North American Directors. Edited by Yoram Allon, Del Cullen and Hannah Patterson. London: Wallflower, 2000. ISBN 1-903364-09-4